# Die Young (canción)
«Die Young» —en español: «Morir joven»— es una canción interpretada por la cantante y compositora estadounidense Kesha, incluida en su segundo álbum de estudio, Warrior, de 2012. Kesha, Nate Ruess, Lukasz Gottwald, Benjamin Levin, Frankie McCoy y Henry Walter la compusieron, mientras que los últimos cuatro se encargaron de su producción musical. Es una canción EDM, que habla sobre «viajar por el mundo y embarcarse en un viaje espiritual».
La canción recibió críticas mixtas por parte de los críticos de musicales, además de que fue comparada con canciones como «Good Feeling» de Flo Rida, «Domino» de Jessie J y «Teenage Dream» de Katy Perry, las cuales fueron producidas por Dr. Luke

## Video musical
Concepto y sinopsis
Jugando el papel de una líder de culto , Kesha y sus discípulos ficticios asaltan una aldea en la zona rural de México, participando en diversas formas de libertinaje sexual .  Según Billboard , el video es un agradecimiento a los Illuminati . Símbolos ocultos asociados ubicuamente con la sociedad secreta , como el ojo que todo lo ve de Horus , cruces invertidas , pentagramas y triángulos impregnan el video.  Llamando a las imágenes "descaradas", Billboard revisó el video como "aprovechar la capacidad de presionar los botones de la cantante para alcanzar nuevas alturas".  Enviando mensajes de texto a sus " Animales " (un título de cariño otorgado a sus admiradores) en el video, Kesha escribe: "Lo hicimos ... AL SUR DE LA FRONTERA ... nunca nos encontrarán aquí".
.

## Lista de canciones y formatos
Digital download
1. "Die Young" – 3:33

United Kingdom single
1. "Die Young" – 3:33
2. "Die Young" (Instrumental)  – 3:33

Digital remix
1. "Die Young" (Remix) (featuring Juicy J, Wiz Khalifa, & Becky G.) – 4:02

## Posicionamiento en listas

### Semanales
| País           | Lista                     | Mejor posición |         |
| 2012–13        | 2012–13                   | 2012–13        | 2012–13 |
| -------------- | ------------------------- | -------------- | ------- |
| Alemania       | Media Control AG          | 20             |         |
| Australia      | Australian Singles Chart  | 3              |         |
| Austria        | Ö3 Austria Top 40         | 4              |         |
| Bélgica        | Ultratop 50 (Flandes)     | 19             |         |
| Bélgica        | Ultratop 50 (Valonia)     | 13             |         |
| Canadá         | Canadian Hot 100          | 4              |         |
| Dinamarca      | Tracklisten               | 27             |         |
| España         | PROMUSICAE                | 34             |         |
| Estados Unidos | Billboard Hot 100         | 2              |         |
| Estados Unidos | Pop Songs                 | 1              |         |
| Estados Unidos | Hot Dance Club Songs      | 8              |         |
| Estados Unidos | Digital Songs             | 3              |         |
| Finlandia      | Suomen virallinen lista   | 19             |         |
| Francia        | French Singles Chart      | 12             |         |
| Irlanda        | Irish Singles Chart       | 14             |         |
| Japón          | Japan Hot 100             | 3              |         |
| Noruega        | Norwegian Singles Chart   | 8              |         |
| Nueva Zelanda  | New Zealand Singles Chart | 9              |         |
| Países Bajos   | Mega Single Top 100       | 56             |         |
| Reino Unido    | UK Singles Chart          | 7              |         |
| Suecia         | Swedish Singles Chart     | 14             |         |
| Suiza          | Schweizer Hitparade       | 23             |         |

### Anuales
| País           | Lista             | Mejor posición |      |
| 2013           | 2013              | 2013           | 2013 |
| -------------- | ----------------- | -------------- | ---- |
| Estados Unidos | Billboard Hot 100 | 52             |      |
| Estados Unidos | Digital Songs     | 33             |      |

## Certificaciones
| América del Norte |                  |            |         |        |
| Canadá            | Music Canada     | Platino    | 80 000  | [ 21 ] |
| Estados Unidos    | RIAA             | 3× Platino | 3 000   | [ 22 ] |
| Europa            |                  |            |         |        |
| Dinamarca         | IFPI (Dinamarca) | 2× Platino | 60 000  | [ 23 ] |
| Italia            | FIMI             | Platino    | 30 000  | [ 24 ] |
| Reino Unido       | BPI              | Plata      | 200 000 | [ 25 ] |
| Suecia            | IFPI (Suecia)    | Platino    | 40 000  | [ 26 ] |
| Oceanía           |                  |            |         |        |
| Australia         | ARIA             | 3× Platino | 210 000 | [ 27 ] |
| Nueva Zelanda     | RIANZ            | Platino    | 15 000  | [ 28 ] |